# Nicolau Cabasiles
Nicolau Cabasiles (Nicolaus Cabasilas, Νικόλαος Καβασίλας) fou arquebisbe de Tessalònica, nebot i successor de Nil Cabasiles. Visqué vers el 1350 i inicialment va tenir un alt càrrec a la cort imperial i el 1346 fou enviat pel patriarca Joan a l'emperador Joan VI Cantacuzè per aconsellar-lo abdicar. L'any següent l'emperador Cantacuzè que ja havia guanyat, el va enviar a l'emperadriu Anna amb una proposta de pau. Va escriure algunes obres.
Cabasiles és un sant dins de l'Església Ortodoxa. La seva festa és el 20 de juny en el calendari litúrgic ortodox.